# Paradoniscus degeesti
Paradoniscus degeesti är en kräftdjursart som beskrevs av Stefano Taiti och Franco Ferrara 2004. Paradoniscus degeesti ingår i släktet Paradoniscus och familjen Olibrinidae. Inga underarter finns listade i Catalogue of Life.